# Miracythere speciosa
Miracythere speciosa är en kräftdjursart som beskrevs av Jellinek och Swanson 2003. Miracythere speciosa ingår i släktet Miracythere och familjen Bythocytheridae. Inga underarter finns listade i Catalogue of Life.